# Модульон

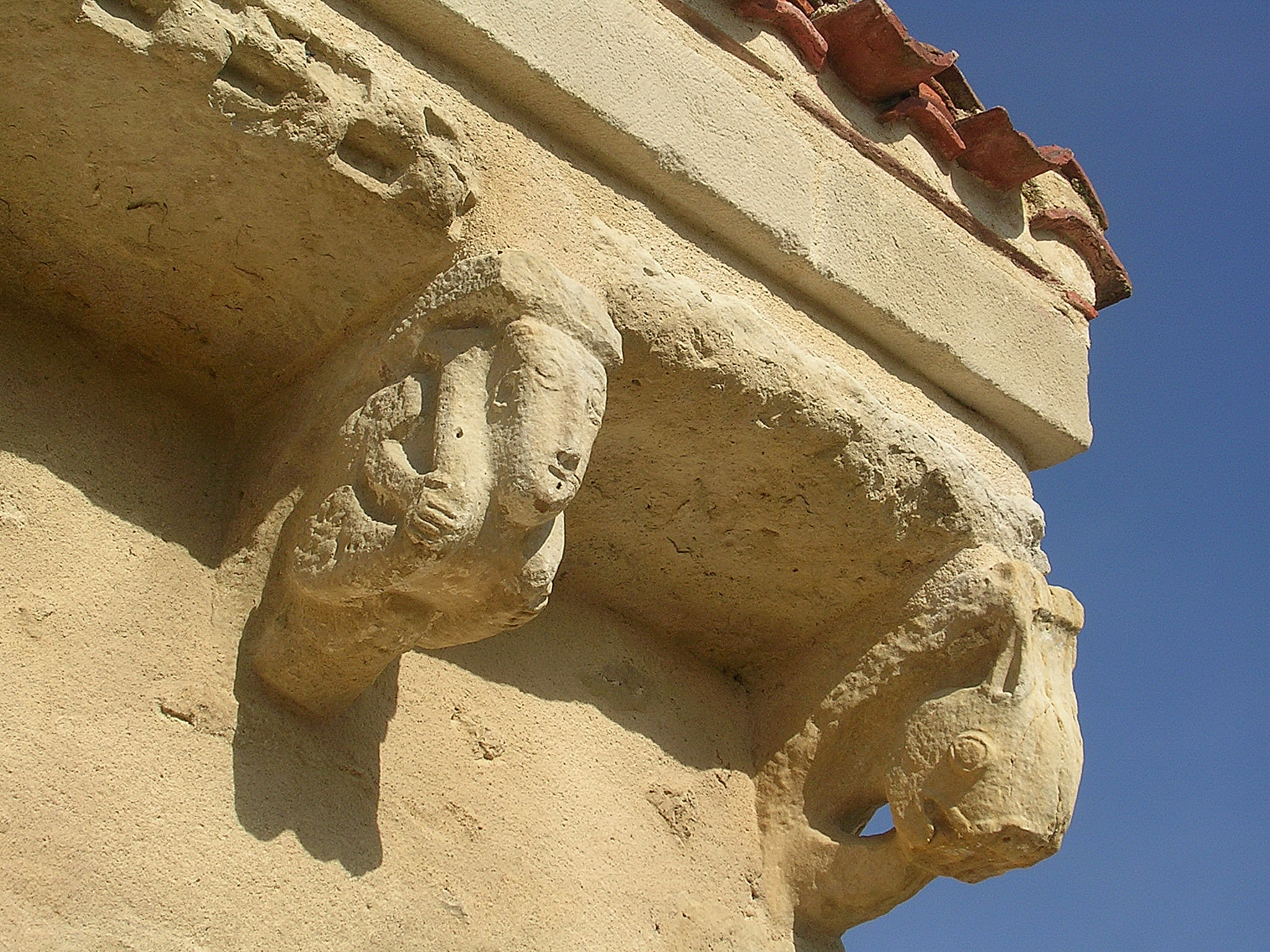
Фигурный кронштейн одной из церквей Аквитании

Модильо́н, модульо́н, модильо́на (фр. modillon, итал. modiglione, от итал. modano — образец, модель) — архитектурная деталь типа консоли, кронштейна S-образной формы, которая поддерживает слезниковую плиту венчающего карниза композитного, дорического или коринфского ордера. В так называемом дорическом модильонном ордере подобные элементы поддерживают плиту оформленную гуттами. Промежутки между модильонами заполняются кессонами с декоративными розетками. Термин модульон принято относить к античной, ренессансной и классической ордерной архитектуре, следующей античной традиции. В средневековой, романской и готической архитектуре также существуют подобные элементы волютообразной формы. Они обработаны в виде голов зверей или фантастических антропоморфных существ. Такие элементы правильней называть просто кронштейнами или консолями. Модильоны не следует путать с мутулами.

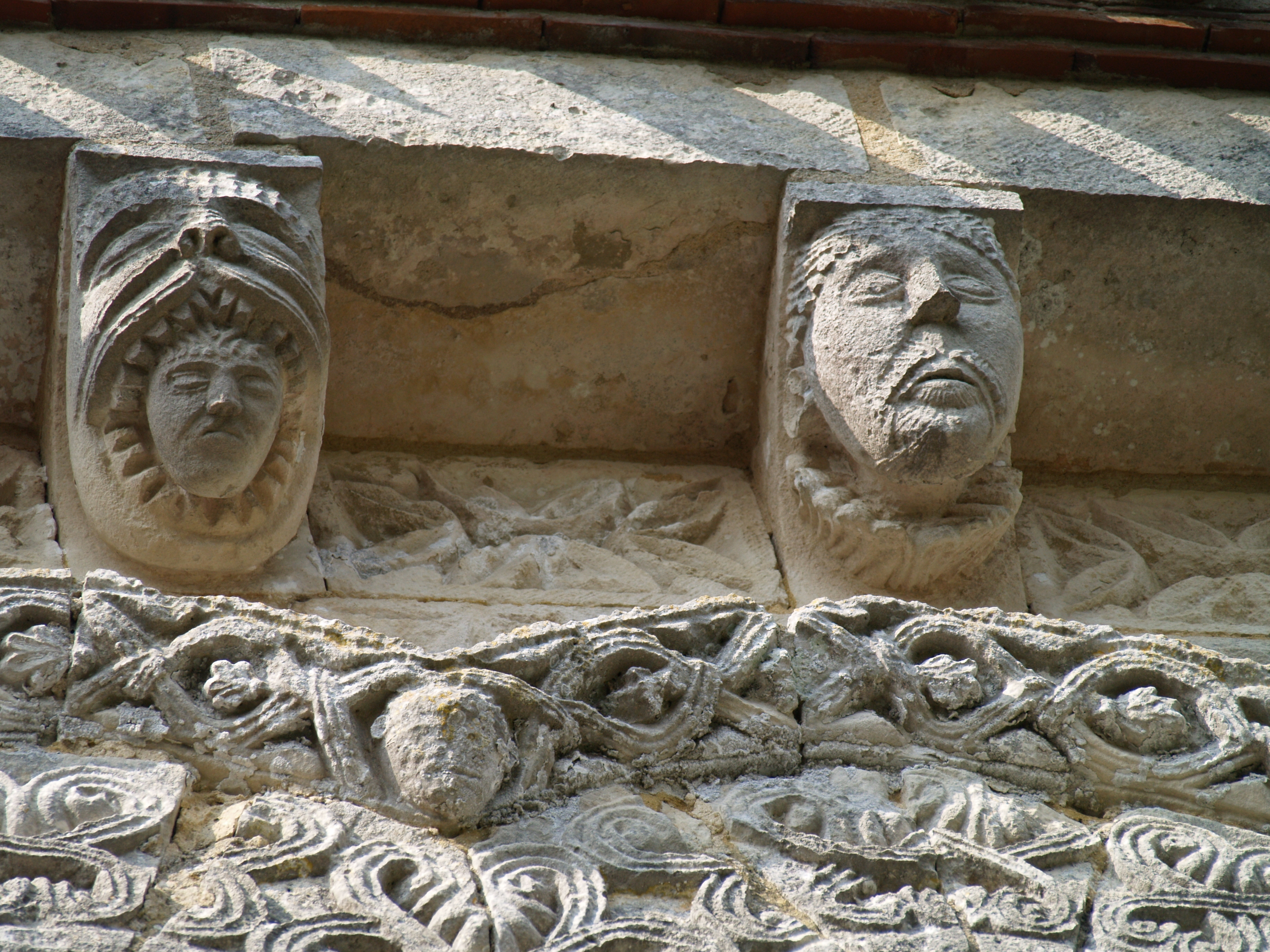
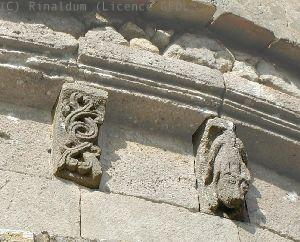
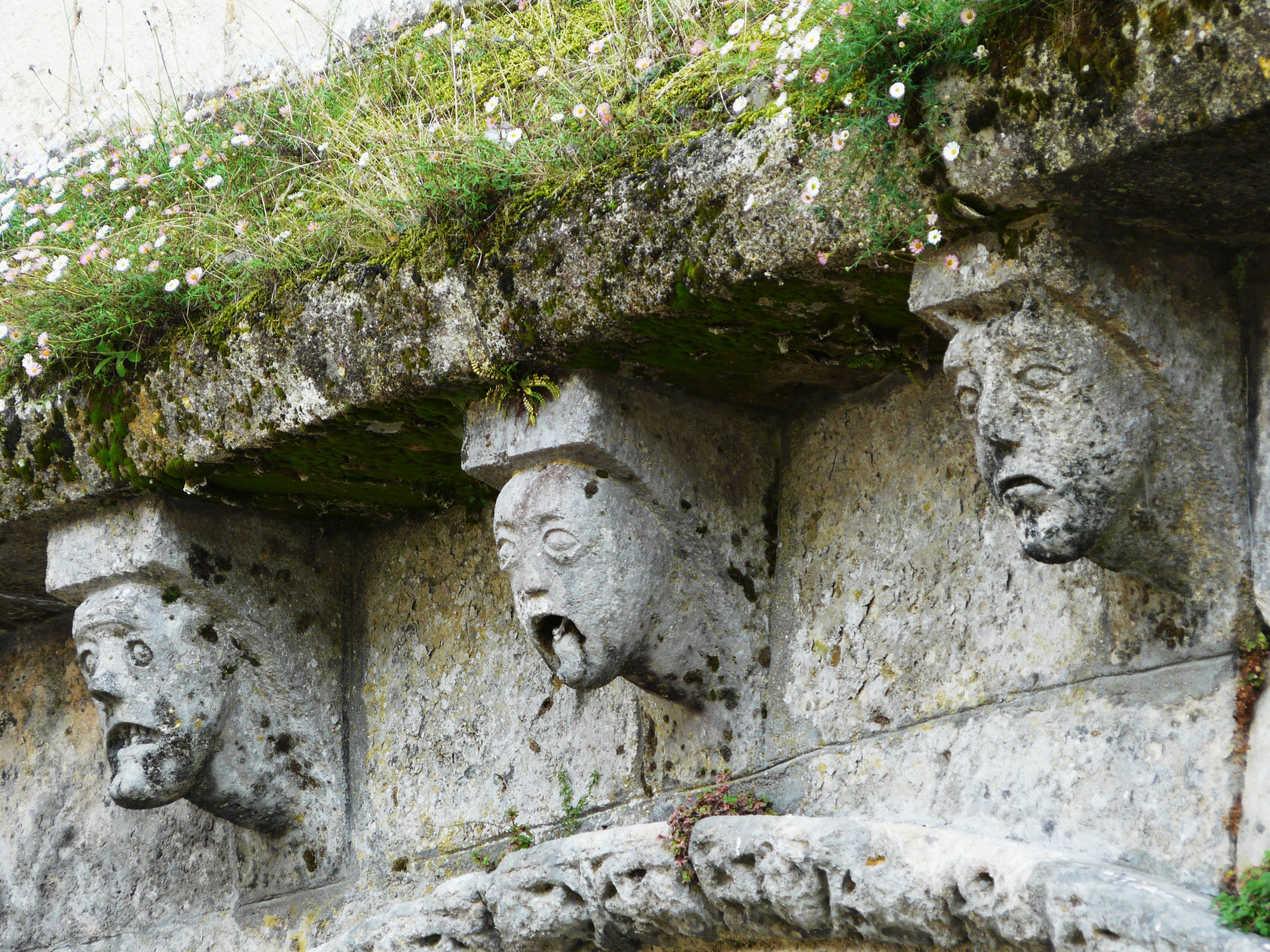
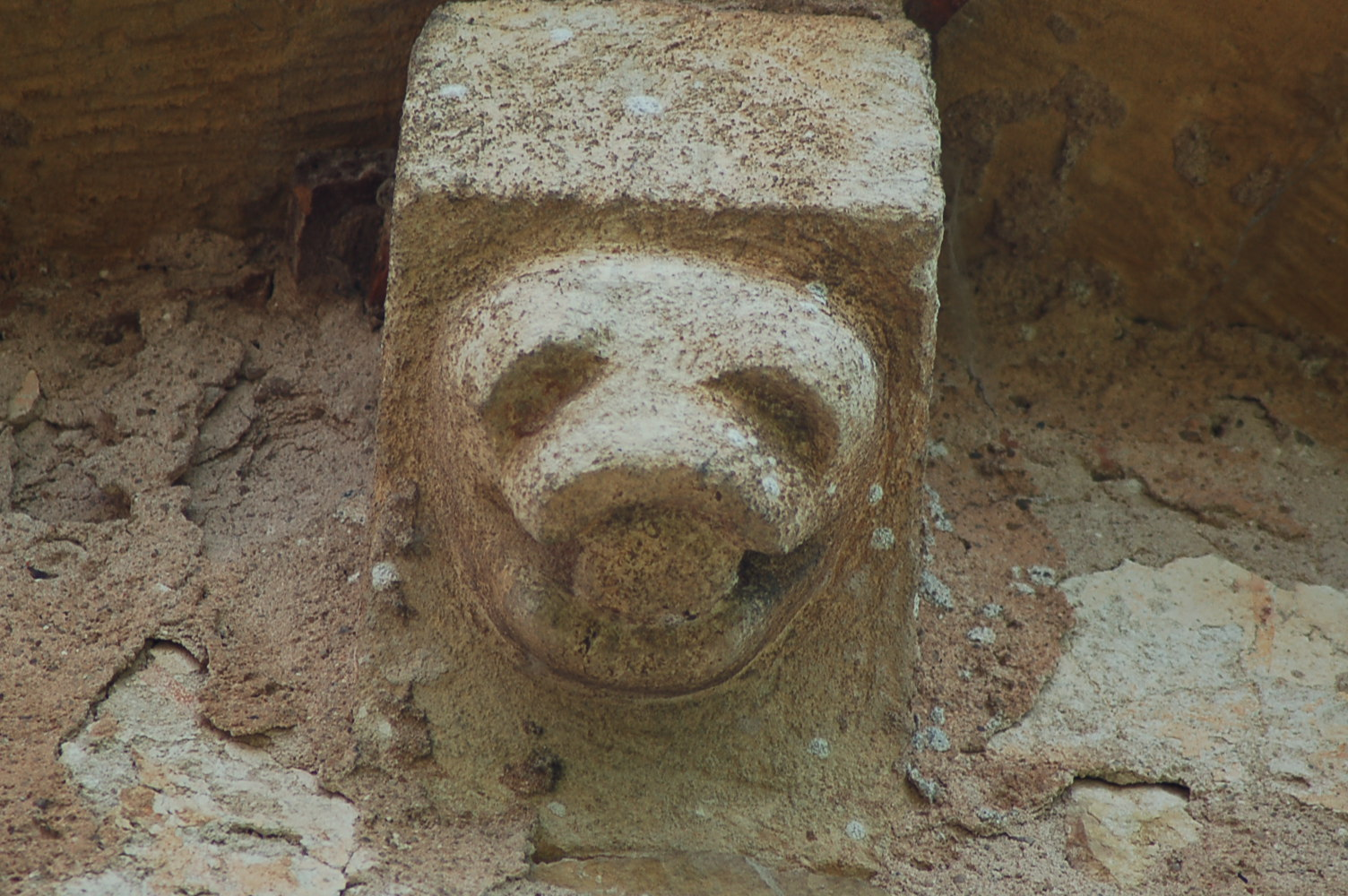
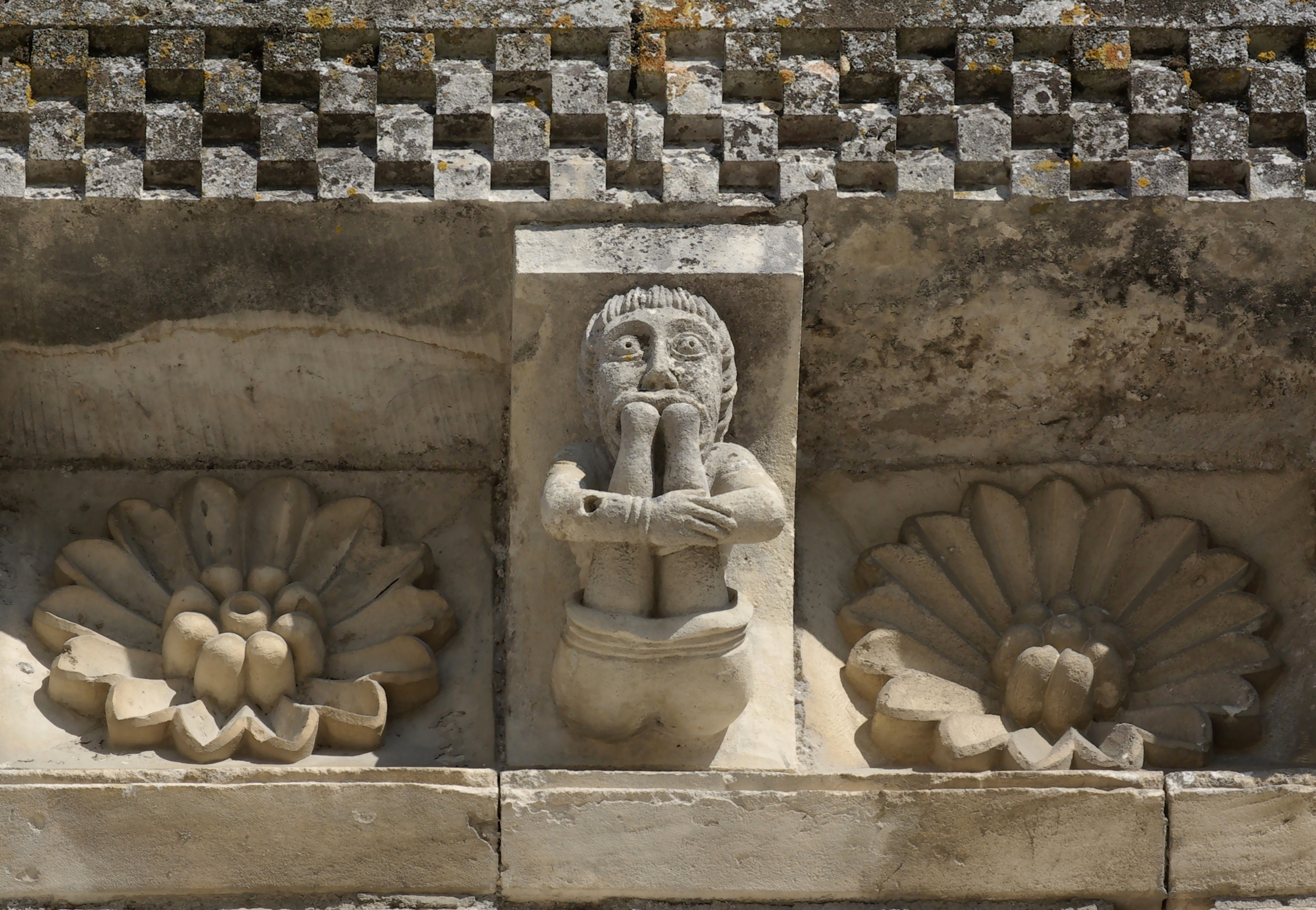
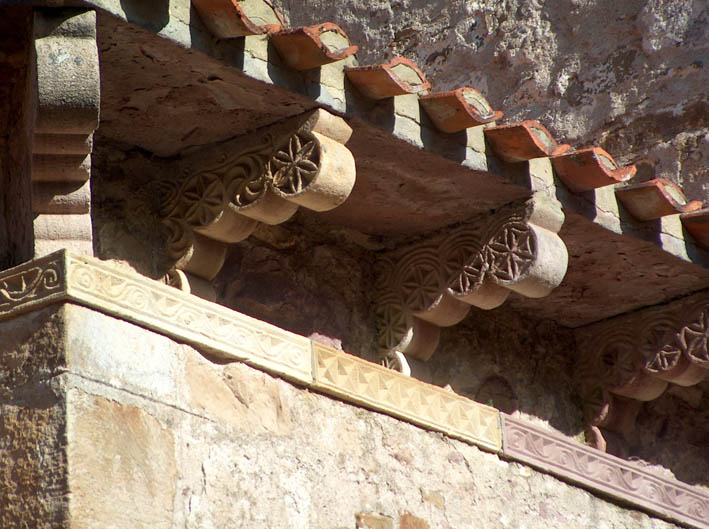
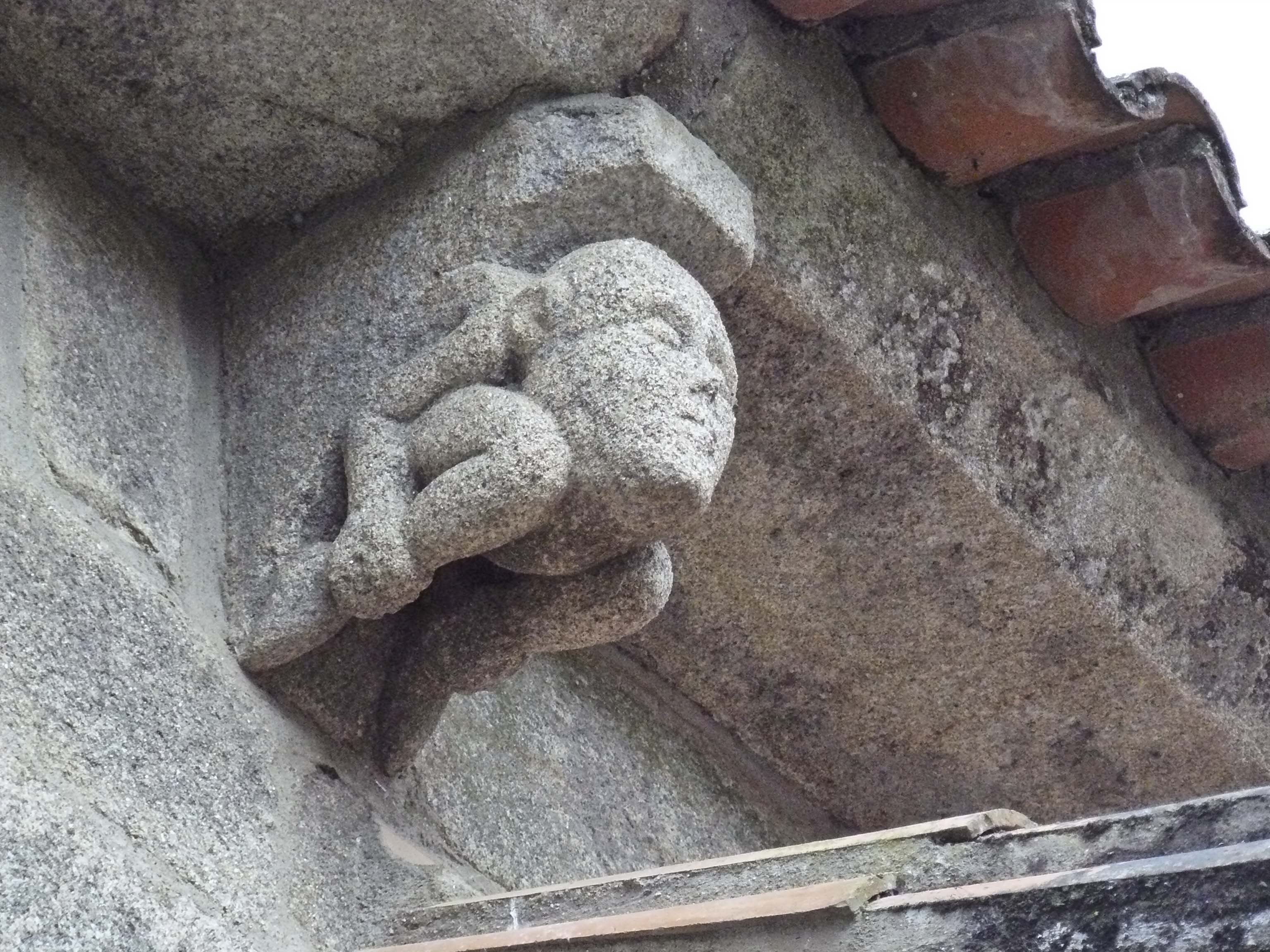